# تیتکانلو
تیتکانلو یکی از شهرهای استان خراسان شمالی و مرکز بخش خبوشان شهرستان فاروج می‌باشد. تیتکانلو قبل از ۸ آبان ۱۳۸۸ یکی از روستاهای فاروج محسوب می‌شد ولی از این تاریخ، طبق مصوبه دولت وقت به شهر ارتقاء پیدا کرد. شغل اغلب مردم این منطقه کشاورزی می‌باشد؛ و این شهر یکی از بزرگ‌ترین تولیدکنندگان انگور و کشمش در منطقه محسوب می‌شود و همچنین در دهه‌های اخیر مردم تیتکانلو با کاشت زعفران این محصول را به مجموعه تولیدات خود اضافه کردند. با وجود جمعیت ۴۰۰۰ نفری این شهر، عدم وجود جاده ارتباطی با شهرهای مجاور همچون قوچان و فاروج، موجب شده سالانه چندین نفر از اهالی شهر در که جوانایی بسیار ورزشکار و افتخار آفرین هستن که می‌توانید در پایین صفحه افراد سرشناستیتکانلو اطلاعات بیشتری به دست بیاورید

## افراد سرشناس تیت‌کانلو
در شهر تیتکانلو افرادی سرشناس که باعث دیده شدن تیتکانلو هم سهم داشتن و این افراد بیشتر در موسیقی کرمانجی نقش داشتن و ان افراد باعث دیده شدن تیتکانلو هم سهم داشتن و این افراد هستن که علی اصغر باکردار حجت محبوب تقی پورکاظم محمداحمریامی این هنرمندان موسیقی فولکوریک خراسان هستن و علی اصغر باکردار بیشتر باعث دیده شدن موسیقی خراسان در سوشال مدیا سهم داشت که باعث حتی جهانی شدن موسیقی خراسان سهم کمی داشتش و در بین این افراد کسی بنام کوروش جهانی که دوتارنواز، صاحب سبک هستن که از سال ۱۳۸۲ در این عرصه پا گذاشت و این شخص در فستیوال‌های جهانی با نواختن سبک حماسی عرفانی نام تیتکانلو رو در این بین به گوش مردم رسوندن و قبل تر از ان محمدحسین یگانه استاد اسطوره صاحب سبک دوتار در خراسان نام دارد که این شخص زاده ۱۲۹۷ هستش تا سن ۷سالگی در تیتکانلو زندگی می‌کرد و حتی در بعضی از فستیوال‌های جهانی که با نواختن دوتار شروع می‌کرد در میان بعضی از صحبت تاش نامی از تیتکانلو می‌برد و بعد از موسیقی حسن پولادی قهرمان جودو، ارتش جهان، سیزم در ۲۰۲۴ در این مسابقات شرکت کرده است و حسن پولادی در این مسابقات نفر سوم از ۱۲ بوده است که باعث افتخار و سربلندی تیتکانلو بوده است

## نامگذاری
مطلعین محلی تیتکانلو را خانواده‌ای کوچنده می‌دانند که ایشان در مسیر کوچ در مکان کلاته باغ فعلی نوزادی به دنیا می‌آورند و به سبب به دنیا آمدن نوزاد در همان‌جا ساکن می‌شوند و بدین ترتیب ایشان به تیتک‌آنیان یعنی آورندهٔ نوزاد در بین روستاهای اطراف شهرت پیدا می‌کنند. تیتک در کرمانجی به معنای نوزاد می‌باشد، و قول دیگری که در وجه تسمیه آمده است و احتمال آن ضعیف‌تر می‌باشد، در گذشته محل فعلی روستای «تیتکانلو» پوشیده از خار بوده است و چون در زبان ترکی به خار «تیکان» گفته می‌شود، پس این منطقه را با خارهایش نامگذاری کردند. پسوند «لو» ممکن است به موجب حضور قوم و طایفه‌ای با این نام در این منطقه بوده باشد. زبان مردم این شهر کردی کرمانجی است.

## جمعیت
بر پایه سرشماری عمومی نفوس و مسکن در سال ۱۳۹۵ جمعیت این مکان ۳٬۸۳۵ نفر (۱٬۱۹۸ خانوار) بوده است.